# Can't be tamed (EP)
Can't Be Tamed és un àlbum musical de la cantant i actriu Miley Cyrus que va treure el 2010. Són cançons amb les que se sent identificada, la majoria són escrites per ella amb l'ajuda d'altres compositors. La versió Deluxe ve amb un DVD on es mostra el concert de Londres at the O2, al desembre del 2009, on canta cançons dels seus anteriors àlbums "The Time Of Our Lives" i "Breakout". El disc està format per dotze cançons:
1. Liberty Walk (camí cap a la llibertat)
2. Who Owns My Heart (qui és l'amo del meu cor)--- videoclip
3. Can't Be Tamed (indomable) --- videoclip
4. Every Rose Has Its Thorn (totes les roses tenen la seva espina)
5. Two More Lonely People (dues persones més solitàries)
6. Forgiveness and Love (perdonar i estimar)
7. Permanent December (desembre permanent)
8. Stay (estar)
9. Scars (cicatrius)
10. Take me Along (agafam per allà)
11. Robot (robot)
12. My Heart Beats For Love (el meu cor bateja per amor)